# Casa Rissec (Llagostera)
La Casa Rissec de Llagostera és una casa urbana unifamiliar entre mitgeres inclosa en l'Inventari del Patrimoni Arquitectònic de Catalunya. Parets portants i dues plantes. La façana presenta en planta baixa obertures d'inspiració modernista. El tractament de la planta superior és més clàssic, amb balcons i balustrada de coronament més lligats a l'estètica del noucentisme. El contractista-constructor de l'edifici fou Robert Soler.